# 穆盖尔
穆盖尔（法語：Mouguerre，法語發音：[muɡɛʁ]）是法国大西洋比利牛斯省的一个市镇，位于该省西北部，属于巴约讷区和巴斯克地区城市公共社区。

## 地理
穆盖尔（43°28'9"N, 1°25'26"W）面积22.57 平方千米，位于法国新阿基坦大区大西洋比利牛斯省，该省份为法国东南部省份，涵盖了贝阿恩与北巴斯克，西临大西洋比斯開灣，北至朗德省，东北接热尔省，东临上比利牛斯省，南与西班牙接壤。
与穆盖尔接壤的市镇（或旧市镇、城区）包括：巴约讷、布里斯库斯、阿斯帕伦、雅楚、拉翁斯、圣皮埃尔迪吕布、于尔屈特、维勒弗朗克。
穆盖尔的时区为UTC+01:00、UTC+02:00（夏令时）。

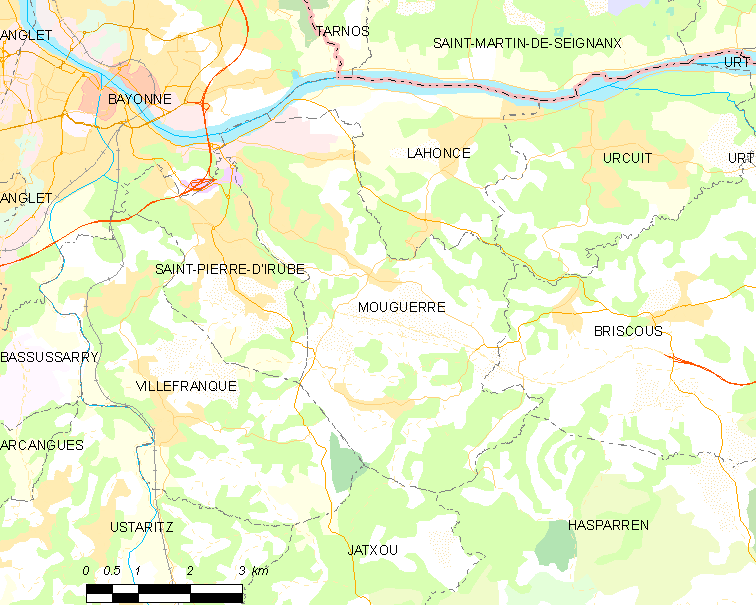
穆盖尔的OSM定位图

## 行政
穆盖尔的邮政编码为64990，INSEE市镇编码为64407。

## 政治
穆盖尔所属的省级选区为尼夫-阿杜尔县。

## 人口

1962-2008年间穆盖尔人口变化图示

穆盖尔于2022年1月1日时的人口数量为5353人。